# یواس‌اس هورنت (سی‌وی-۸)
یواس‌اس هورنت (سی‌وی-۸) (به انگلیسی: USS Hornet (CV-8)) یک کشتی بود. این کشتی در سال ۱۹۴۰ ساخته شد.